# Sal preto de Roussin
O Sal Preto de Roussin ou Sal Negro de Roussin  é um composto químico com a fórmula química NH4[Fe4S3(NO)7]. Consiste no sal de amônio do cluster  ferro-nitrosílico aniônico [Fe4S3(NO)7]–, embora sais desse ânion com outros cátions como sódio, potássio ou césio também sejam referidos como "sais negros de Roussin" na literatura. Descrito primeiramente pelo químico francês Zacharie Roussin em 1858, que no entanto não conseguiu elucidar sua verdadeira composição, é o primeiro cluster de ferro-enxofre sintético produzido.

## Estrutura

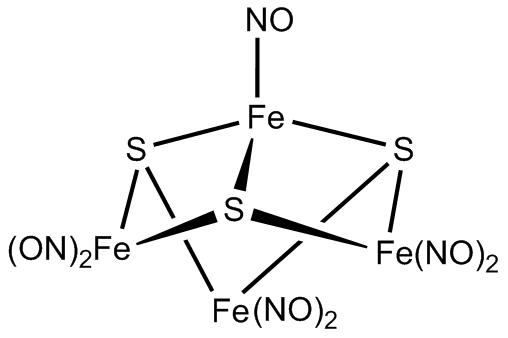
Estrutura do cluster aniônico do sal preto de Roussin

O ânion do cluster tem uma geometria do tipo cubo incompleto com simetria C3v . A cor escura deste complexo de nitrosila metálica é atribuída a várias interações de transferência de carga entre os grupos NO, os grupos sulfeto e os átomos de ferro. Os átomos de Fe nesse complexo estão presentes em estados de oxidação incomuns (três apresentam estado de oxidação zero e um apresenta o estado -1) estabilizados pelos ligantes nitrosila, cuja estrutura linear mostra que estes ligantes estão presentes na forma de NO+ (nitrosônio), ao invés de NO neutro (monóxido de nitrogênio) ou NO- (nitroxilato), que apresentam estruturas dobradas não-lineares. O composto é diamagnético e possui ligações covalentes entre os átomos de ferro.

## Síntese

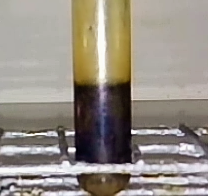
Solução do sal preto de Roussin de sódio, Na[Fe_{4}S_{3}(NO)_{7}].

O sal preto de Roussin de sódio pode ser produzido pela reação química entre nitrito de sódio (NaNO2), solução de bissulfeto de sódio (NaHS) e sulfato ferroso (FeSO4) em solução aquosa, especialmente a quente. Um procedimento mais adequado para realizar essa síntese consiste em aquecer uma solução de NaHS + NaNO2 em excesso até a ebulição, seguida da adição da solução de FeSO4. O sal negro se forma prontamente sem a formação colateral de FeS, que poderia ocorrer se a reação fosse realizada à temperatura ambiente.
7FeSO4 + 8NaHS + 7NaNO2 ---> Na[Fe4S3(NO)7] + 5S + 7Na2SO4 + 3Fe(OH)2 + H2O
O composto também pode ser formado pela conversão do sal vermelho de Roussin em condições levemente ácidas. Esta reação é reversível e o sal vermelho de Roussin é reformado após a alcalinização da solução reacional. A fotodecomposição do sal vermelho de Roussin em solução na presença de ar também produz o sal negro, com liberação de NO gasoso.
8[Fe2S2(NO)4]2– + 8H+ + O2 ---> 4[Fe4S3(NO)7]– + 4H2S + 2H2O + 4NO

## Propriedades[4]
O sal preto de Roussin é um sólido cristalino preto, que cristaliza em grandes cristais "com forma de funil". É formado por conversão do sal vermelho em condições levemente ácidas, e pode ser convertido nele em meio básico. O composto é muito solúvel em água e em etanol, mas, muito diferente do seu congênere sal vermelho de Roussin, é insolúvel em éter dietílico. É descrito como tendo um sabor extremamente amargo. O sal se decompõe quando aquecido acima de 120°C, formando FeS, NO e outros compostos.
O sal preto de Roussin também reage com o ferricianeto de potássio, o qual o decompõe, formando azul da Prússia, NO e sulfeto de potássio. 

## Aplicações
O sal negro de Roussin é um composto que libera óxido nítrico (NO). Isto o torna útil como um potencial precursor para fármacos com ação vasodilatadora (devido ao NO liberado) cuja metabolização no interior do organismo gera produtos inócuos. Além disso, o sal preto de Roussin exibe atividade antibacteriana e por isso pode ser empregado para uso em algumas aplicações de processamento de alimentos.
O sal preto de Roussin e compostos semelhantes (como o sal vermelho de Roussin relacionado) despertam bastante interesse na comunidade científica devido às suas propriedades únicas. Estas compostos possuem estruturas semelhantes aos clusters de ferro-enxofre encontrados em muitas proteínas e enzimas importantes que efetuam reações redox nos organismos vivos. Exemplos de tais proteínas de ferro-enxofre incluem as ferredoxinas, importantes transportadores de elétrons na fotossíntese, e a nitrogenase, uma enzima envolvida na fixação do nitrogênio em certas bactérias. Devido a isso, esses sais foram avaliados como modelos para esses complexos das enzimas. Além disso, o sal preto de Roussin, assim como o sal vermelho relacionado, é discutido nos campos de microbiologia e seu uso potencial na conservação de alimentos, devido às suas propriedades antibacterianas e por ser praticamente não-tóxico.